# Ferdinand Oyono
Ferdinand Léopold Oyono, (Ngoulmakong, 1929. szeptember 14. – Yaoundé, 2010, június 10.) francia nyelven alkotó kameruni regényíró. A modern kameruni irodalom egyik megteremtője.

## Élete
Oyono földműves családban született 1929-ben. Középiskoláit hazájában végezte, majd Párizsban szerzett jogi diplomát. Kezdetben színészi pályán munkálkodott, majd Kamerun függetlenné válása után más feladatokat vállalt. Újságíróként dolgozott, később elbeszéléseket és regényeket írt. 1960 után hazája nagykövete volt különböző országokban. 2010-ben egy hirtelen rosszullét után hunyt el, majd szülőfalujában temették el.

## Művei
- 1956: Egy boy élete – egy kisfiú tapasztalatainak tükrében az 1950-es évek gyarmati világának légkörét, a hivatalnoki, papi, rendőri réteg erkölcsileg bomló közösségét mutatja be.
- 1956: Az öreg néger és a kitüntetés – Egy idős néger földjét a missziónak, fiait a háborúnak, magát a franciák szolgálatára adta, s a kitüntetésre várva döbben rá megalázottságára.
- 1960: Európai út – Főszereplője tipikus afrikai jellem: munkát, megélhetést, és egyúttal kalandokat kereső vándormunkás.

### Magyarul
- Az öreg néger és a kitüntetés; ford. Lengyel Éva, utószó Karig Sára; Európa, Bp., 1970